# Blas Medina y Martín
Blas Medina y Martín (1892-siglo XX) fue un escritor español.

## Biografía
Nacido el 6 de junio de 1892 en Sevilla, comenzó muy joven a escribir. Desde 1908 colaboró en varios periódicos y revistas. En la prensa de Madrid trató cuestiones sociales, en publicaciones periódicas como El Liberal, La Bandera Federal y El Fígaro, mientras que en revistas como Nueva Era y Bética, de Sevilla, tocó temas literarios.
El Ateneo sevillano lo eligió secretario de la sección de Literatura. Cultivvó preferentemente la poesía dramática. Fue autor de las obras teatrales Con jarabe de pico (en colaboración), El Primogénito (en un acto, disparate bíblico, en colaboración), El sucesor, Las fieras lloran (comedia en tres actos, estrenada en el teatro del Duque), Madre de artista (dos actos) y el drama Caín. Preparaba hacia comienzos de la década de 1920 un tomo de novelas cortas, que había de titularse La historia de Alejandro, que Mario Méndez Bejarano ignoraba si se había publicado.